# الفضاء اللوني ض أ ب

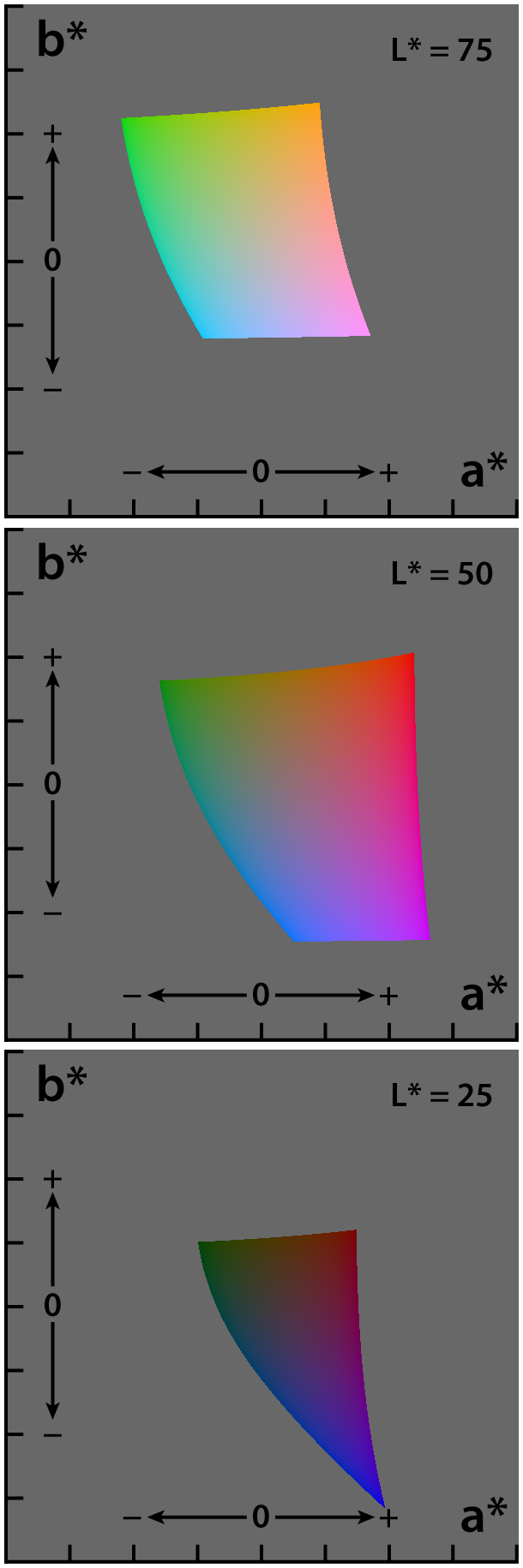
الفضاء اللوني سي آي إي 1976 (إل* آ* بيه*) (CIELAB)، يظهر فقط الألوان التي تناسب السلسلة اللونية للفضاء اللوني المعياري ح خ ز (إذن يمكن إظهارها على شاشة الحاسوب النموذجية). يتراوح كل محور في كل مربع من -128 إلى 128.

الفضاء اللوني ض أ ب (بالإنجليزية: LAB color space)‏ هو فضاء لوني عرفته هيئة الإضاءة الدولية، يعتمد نظرية اللون المضاد، يعتمد على ثلاثة محاور إحداثية هي ض (L) يعبر عن إضاءة اللون ومحورين أ (a)وب (b) للألوان المتضادة، وهو ناتج عن تحويل غير خطي لإحداثيات الفضاء اللوني سي آي إي 1931.
إحداثيات الفضاء اللوني هانتر إل آ بيه هي ذاتها ض أ ب. على أية حال، أصبح «إل آ بيه» يستخدم كاختصار غير رسمي للفضاء اللوني سي آي إي 1976 («ض*»، «أ*»، «ب*») (ويسمى أيضا CIELAB، والتي إحداثياتها هي *ض*، أ*، ب، والنجمة بعد الحروف ض أ ب هي من أصل التسمية لتمييزها عن الإحداثيات المستخدمة في الفضاء اللوني هانتر إل آ بيه).
يعتبر عدم انتظام المخطط اللوني مشكلة مهمة من الناحية العملية، حيث أن الفروق اللونية الممثلة بمسافات متساوية في المخطط اللوني س ص xy، لا يمكن إدراكها على أنها متساوية. فمثلا، ليكن لدينا [أ]، [ب]، [ج]، [د] هي أربع أضواء ملونة لها الضياء ذاته. ولتكن المسافة في المخطط اللوني س ص xy بين [أ] و[ب] مساوية للمسافة بين [ج] و[د]. وقد يعتقد أن الفروق اللونية المدركة بين الألوان ستكون متساوية لأن المسافة بين النقط متساوية. ولكن في الحقيقة تتفاوت الفروق على وجه كبير، وذلك بحسب موقعها في المخطط. ولأن المخطط اللوني يمثل «خريطة الألوان»، فمن غير المناسب على الإطلاق أن تكون الفروق اللونية المختلفة تنتج عن مسافات متساوية. حلت هيئة الإضاءة الدولية هذه المشكلة في سنة 1976 وذلك بتطوير CIELAB. ففي هذا الفضاء، تكون الفروق اللونية التي نستطيع إدراكها ترتبط بالمسافات المقاسة على المخطط اللوني. يمتد المحور أ من الأخضر (-أ) إلى الأحمر (+أ) ويمتد المحور ب من الأزرق (-ب) إلى الأصفر (+ب). تزداد إضاءة اللون من الأسفل إلى الأعلى وذلك في نموذج ثلاثي الأبعاد.
إن هذا الفضاء اللوني مناسب أكثر للعديد من تعديلات الصور الرقمية من الفضاء اللوني ح خ ز المستخدم في برامج تعديل الصور. مثلا، الفضاء اللوني إل آ بيه مفيد في زيادة حدة الصورة (sharpening) وإزالة التعديلات الاصطناعية (artifact) من صور جيه بيه إيه جي أو في الصور الرقمية والماسحات الضوئية.

## التحويل من إحداثيات CIE XYZ إلى CIELAB

### التحويل المباشر
{\displaystyle L^{*}=116\,f(Y/Y_{n})-16}
{\displaystyle a^{*}=500\,[f(X/X_{n})-f(Y/Y_{n})]}
{\displaystyle b^{*}=200\,[f(Y/Y_{n})-f(Z/Z_{n})]}
حيث
{\displaystyle f(t)={\begin{cases}t^{1/3}&t>(6/29)^{3}\\{\frac {1}{3}}\left({\frac {29}{6}}\right)^{2}t+{\frac {4}{29}}&{\mbox{otherwise}}\end{cases}}}
حيث {\displaystyle X_{n}}، و{\displaystyle Y_{n}}، و{\displaystyle Z_{n}} هي قيم الحفز الثلاثي CIE XYZ للنقطة البيضاء المرجعية (اللاحقة السفلية n تعني "normalized").
قسم التابع {\displaystyle f(t)} إلى مجالين لمنع الميل اللانهائي عند {\displaystyle t=0}. {\displaystyle f(t)} يفترض أن يكون خطيا تحت {\displaystyle t=t_{0}}، ومن المفترض أن يطابق {\displaystyle t^{1/3}} جزءا من التابع عند {\displaystyle t_{0}} في كلا القيمة والمنحني. وبكلام آخر:
| {\displaystyle t_{0}^{1/3}\,}      | {\displaystyle =\,} | {\displaystyle at_{0}+b\,} | (تطابق في القيمة) |
| {\displaystyle 1/(3t_{0}^{2/3})\,} | {\displaystyle =\,} | {\displaystyle a\,}        | (تطابق في الميل)  |
اختيرت قيمة {\displaystyle b} لتكون 16/116. يمكن حل المعادلتين السابقتين من أجل {\displaystyle a} و{\displaystyle t_{0}}:
| {\displaystyle a\,}     | {\displaystyle =\,} | {\displaystyle 1/(3\delta ^{2})\,} | {\displaystyle =7.787037\cdots } |
| {\displaystyle t_{0}\,} | {\displaystyle =\,} | {\displaystyle \delta ^{3}\,}      | {\displaystyle =0.008856\cdots } |
حيث {\displaystyle \delta =6/29}. لاحظ أن الميل عند الوصل هو {\displaystyle b=16/116=2\delta /3}.